# العمقي (الشعر)
العمقي هي إحدى قرى عزلة القابل الأعلى بمديرية الشعر التابعة لمحافظة إب، بلغ تعداد سكانها 351 نسمة حسب تعداد اليمن لعام 2004.